# 立花家千橘
立花家 千橘（たちばなや せんきつ）は、音曲・落語の名跡。当代は4代目。
「立花家」の亭号は、もともと色物の音曲師などのものであるが、後には落語家も名乗るようになった。ちなみに「千橘」の名は三遊亭にもあり、最初に名乗ったのは2代目三遊亭萬橘。
なお、1918年の睦会名簿にも「立花家千橘」の名が見え、本名は小林利一郎というが、その他の詳細は不明。この時期、大阪には中村常次郎の千橘がいたため、二人の千橘が同時にいたことになる。

## 初代
- 横浜の版木屋から天狗連出身。
- 明治30年代に2代目三遊亭圓橘門下で三遊亭千橘を名乗る。
- 1907年から1912年にかけて三遊派に属す。
- その後、昔々亭桃太郎を名乗った。
- 大正中期には「睦会」に席を置き、横浜、東海道地区で活躍。
- その後柳家小きんに桃太郎の名を譲る。
- 甥に春風亭小柳三（本名：西宮吉之助）。
- 墓は横浜市神奈川区東神奈川にある金蔵院。

## 2代目
（1873年 - 1922年4月14日）は、音曲師。
東京の初代千橘門下。1897年、上方に本拠を移す、まもなく互楽派、藤明派に参加その後桂派に迎え入れられた。この頃は音曲で売り物にした。
明治末に初代橘ノ圓の圓頂派に参加した、大正時代に入り反対派に参加し安来節の電気入り「どじょうすくい」売り物にした。この踊りは変り目ごとに懐から懐中電灯を取り出しピカリとつけるとぼけた趣向で客は失笑し脚光を浴びた。
1922年に没し反対派のみなで社葬行われた。辞世の句は「濁る世の鰌を掬ひし我なれば今は仏のすくひ待つのみ」。
本名は中村常次郎。享年50。
墓所は大阪府大阪市天王寺区上本町9丁目の壽法寺（別名・紅葉寺）。

## 3代目
（1892年 - 1945年3月28日（6月28日という説もある。））は、上方噺家。
茶番師（俄師）の2代目信濃家小半の実子で初代小半の甥に当たる。裕福な家庭だったという。初め2代目桂三木助門下で父と同じ名の4代目桂小半を名乗る。初代林家染五郎と組んで軽口をやっていた。父の没後三木助にみっちり指導を受けた。1924年5月、立花家橘之助門下に移り、大正の末に3代目千橘を襲名。小半時代から進取性に富み、古典落語に改良を加えたり、新作を手がけたりもした、他にも百面相や手踊り、声色、芝居もこなすなど多芸だった。美男子で踊りも得意であったことから、女性に人気があった。また吉花菱連の一派にも在籍していたこともある。戦時中の数年間は引退したが1944年頃復帰したが翌年の終戦直前に没した。本名は坂本梅之助。享年52。
SPレコードは『無い物買い』『住吉駕籠』『八百屋お七』『三枚起請』など古典新作あわせて20数種残されている。
戦後も同じ上方で活躍した2代目立花家花橘は兄弟弟子。

## 4代目
4代目立花家千橘 - 上方噺家。2代目露の五郎兵衛門下で、桂団丸、露の団丸を経て、4代目千橘を襲名。